# Lespinasse
Lespinasse (okzitanisch L’Espinassa) ist eine französische Gemeinde im Département Haute-Garonne in der Region Okzitanien. Sie gehört zum Arrondissement Toulouse und zum Kanton Castelginest. Die 3.032 Einwohner (Stand: 1. Januar 2022) werden Lespinassois(es) genannt.

## Geografie
Lespinasse ist eine banlieue im Norden bzw. Nordwesten von Toulouse am Schifffahrtskanal Canal latéral à la Garonne. Umgeben wird Lespinasse von den Nachbargemeinden Saint-Jory im Norden, Bruguières im Osten und Nordosten, Saint-Alban im Süden und Südosten, Fenouillet im Süden sowie Gagnac-sur-Garonne im Westen.
Durch die Gemeinde führt die frühere Route nationale 20 (heutige D820).

## Bevölkerungsentwicklung
| Jahr                      | 1962 | 1968 | 1975 | 1982 | 1990 | 1999 | 2006 | 2012 |
| Einwohner                 | 398  | 557  | 866  | 1002 | 1413 | 1864 | 2356 | 2573 |
| Quelle: Cassini und INSEE |      |      |      |      |      |      |      |      |

## Sehenswürdigkeiten
- Kirche Saint-Jean-Baptiste
- Gleisdreieck von Saint-Jory
- Schleuse von Lespinasse